# Nia DaCosta
Nia DaCosta est une réalisatrice et scénariste américaine, née le 8 novembre 1989 à New York.

## Biographie

### Jeunesse et éducation
Nia DaCosta naît en 1989 dans le quartier de Brooklyn, à New York, et grandit à Harlem.
Tout d'abord passionnée de l'écriture, ce n'est qu'en regardant Apocalypse Now (1979) qu'elle s'intéresse au cinéma. Cela la conduit à s'inspirer de films des années 1970 ainsi que de réalisateurs de l'époque tels que Martin Scorsese, Sidney Lumet, Steven Spielberg et Francis Ford Coppola. Citant Martin Scorsese comme une source d'inspiration majeure, elle s'inscrit à la Tisch School of the Arts de l'Université de New York[réf. nécessaire]. Elle rencontre Martin Scorsese alors qu'elle travaille comme assistante de production télévisuelle[Quand ?]. 

### Carrière
En 2015, après avoir terminé ses études et travaillé en tant qu'assistant de production télévisuelle, son scénario pour Little Woods est l'un des 12 projets choisis pour la catégorie Screenwriters and Directors Labs du Festival du film de Sundance. Il raconte l'histoire d'Ollie (Tessa Thompson), une trafiquante de drogue vivant dans le Dakota du Nord, et de sa sœur Deb (Lily James). Lorsque leur mère meurt, Deb se présente à la porte d'Ollie avec son jeune fils et révèle qu'elle est enceinte. Cela pousse Ollie à chercher un moyen de collecter rapidement des fonds pour rembourser la banque et garder la maison de leur mère, et pousse également Deb à décider si elle veut ou non se faire avorter. 
En 2018, le film est présenté en avant-première au Festival du film de Tribeca et reçoit le prix Nora Ephron pour « l'excellence de la narration pour une écrivaine ou une réalisatrice ». Elle cite Winter's Bone de Debrah Granik et Frozen River de Courtney Hunt comme étant ses principales sources d'inspiration pour le scénario, car elle estime que leurs films bénéficient de performances incroyables tout en s'attaquant à de vrais problèmes ayant lieu en Amérique. En fin de l'année, on annonce qu'elle est choisie pour réaliser le remake du Candyman de Bernard Rose (1992). L'histoire doit avoir lieu dans le quartier de Chicago où la légende a commencé, sauf qu'il est maintenant gentrifié. Le film est produit par Jordan Peele par le biais de Monkeypaw Productions, ce dernier citant l'original comme « un film historique pour la représentation noire dans le genre de l'horreur ». Sont présents au casting Yahya Abdul-Mateen II, Tony Todd revenant en tant que méchant principal du film, Teyonah Parris et Nathan Stewart-Jarrett .
En août 2020, on annonce qu'elle réalise la suite du film Captain Marvel (2019). Prévu pour le 28 juillet 2023, The Marvels sort le 10 novembre 2023 aux États-Unis.
Le 31 août 2021, elle devient, grâce à Candyman, la première femme noire à avoir réalisé un film qui obtient la première place du box-office américain.

## Filmographie

### Longs métrages
- 2018 : Little Woods (réalisation et scénario)
- 2021 : Candyman (réalisation et scénario)
- 2023 : The Marvels (réalisation)
- 2025 : Hedda (réalisation et scénario)
- 2026 : 28 Years Later: The Bone Temple (réalisation)

### Courts métrages
- 2009 : The Black Girl Dies Last (réalisation et scénario)
- 2013 : Night and Day (réalisation et production)
- 2014 : Celeste (scénario)
- 2014 : Livelihood (scénario)

### Série télévisée
- Top Boy (2 épisodes, réalisation)